# 皇家阿霍德德尔海兹集团
皇家阿霍德德尔海兹集团（荷蘭語：Koninklijke Ahold Delhaize N.V.）是一家荷兰零售企业，2016年7月23日由皇家阿霍德与比利时路易德尔海兹集团合并而成。